# 贾瑞普公墓

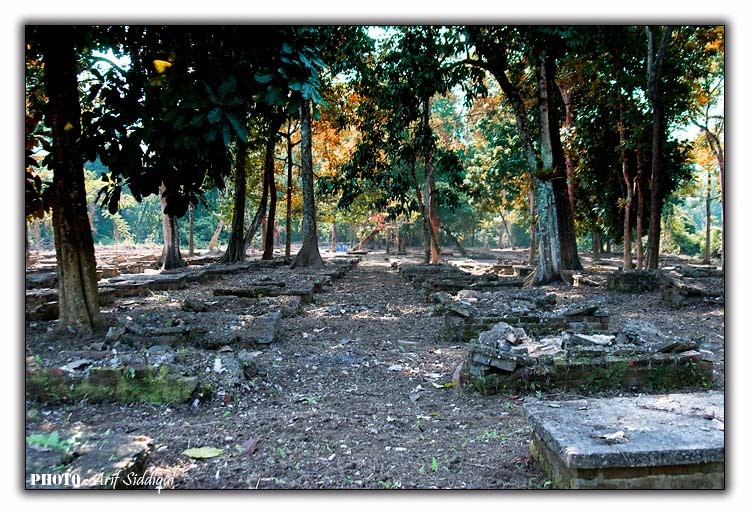
贾瑞普公墓

贾瑞普公墓（佳蘭埔墓園）（Jairampur cemetery），27°18′53″N 96°03′09″E / 27.31472°N 96.05250°E)，是第二次世界大战期间牺牲的美国和中国工兵、印度和缅甸民工埋葬在印度长朗县贾瑞普镇附近的集体墓地。
该墓地位于史迪威公路旁，距贾瑞普镇7km，距印度与缅甸边境线上的潘哨山口25km。
1942年，十多万美国和中国工兵、印度和缅甸民工组成的劳动大军从印度阿萨姆邦的军事重镇雷多开始，披荆斩棘，在疾病肆虐、野兽出没和地质气候条件最困难的条件下，开辟了一条现代公路，代替滇缅公路和驼峰航线，把中国匮乏的抗战物资送到了中国的最前线。
印度与中国对大部分的阿鲁纳恰尔邦迄今有领土争议，中国称藏南。长朗县（英語：Changlang district）是印度阿鲁纳恰尔邦所设的一个县，為該邦少數的無主權爭議地區，归属印度。

## 发现经过
1999年3月初，贾瑞普当地农民偶然发现了这座墓地。此后，阿鲁纳恰尔邦（中国称藏南）旅游部对贾瑞普公墓进行了修缮。